# COSCO
China Ocean Shipping (Group) Company (COSCO) is een Chinese multinational. Het bestaat uit verschillende bedrijven die gespecialiseerd zijn in scheepvaart en scheepsbouw. COSCO nam in 2016 een grote participatie in de haven van Piraeus, die vervolgens fors werd uitgebreid. Vanuit de haven worden Chinese goederen naar de Europese Unie vervoerd. Met Chinese hulp werd de (goederen-)spoorverbinding gemoderniseerd die via Belgrado naar Boedapest leidt.

## Bedrijven

### Scheepvaart en logistiek

#### Lijnvaart
- COSCO Container Lines
- China COSCO

#### Bulkvaart
- Xiamen Ocean Shipping Company
- Cosco (Singapore)
- COSCO (Hong Kong) Shipping
- COSCO Qingda
- COSCO Bulk Carrier

#### Tankvaart
- Dalian Ocean Shipping Company

#### Gespecialiseerde vaart
- Guangzhou Ocean Shipping Company
- COSCO Shipping

#### Logistiek
- COSCO Logistics

#### Agentschap
- China Ocean Shipping Agency

#### Havenoperator
- COSCO Pacific
- Yingkou COSCO International Container Terminal

#### Passagiersvaart
- Tianjin Jinshen Ferry
- Sino-Japan International Ferry

### Industrie

#### Scheepsreparatie
- COSCO Shipyard Group

#### Scheepsbouw
- Nantong COSCO KHI Ship Engineering (met Kawasaki Heavy Industries)

#### Containerbouw
- China International Marine Container Company (met China Merchants Group)

### Financiering
- COSCO Finance

### Handel
- COSCO Ship Trading
- China Marine Bunker (Petro China)